# Puchar Ligi Polskiej (2001/2002)
Puchar Ligi Polskiej 2001/2002 – 4. edycja rozgrywek pucharu ligi piłki nożnej mężczyzn w Polsce (w tym 3. pod nazwą Puchar Ligi Polskiej). Wzięło w niej udział 36 zespołów występujących wówczas na dwóch najwyższych poziomach ligowych – w I i II lidze.
Tytułu broniła Wisła Kraków. Puchar wywalczyła Legia Warszawa. Była to ostatnia edycja pucharu ligi w Polsce do czasu Pucharu Ekstraklasy 2006/2007.

## Uczestnicy
| Grający od 1/8 finału                                                                                              | Grający od III rundy | Grający od II rundy | Grający od I rundy                                                             |
| I liga 2000/2001 7 drużyn (miejsca 1–7)                                                                            | I liga 2000/2001 7 drużyn (miejsca 8–14)                                                                                                 | I liga 2000/2001 2 drużyny (miejsca 15–16) | III liga 2000/2001 4 drużyny (awansujące do II ligi)                           |
| - Wisła Kraków - Pogoń Szczecin - Legia Warszawa - Polonia Warszawa - Zagłębie Lubin - Ruch Chorzów - Amica Wronki | - GKS Katowice - Odra Wodzisław Śląski - Dyskobolia Grodzisk Wielkopolski - Śląsk Wrocław - Widzew Łódź - Górnik Zabrze - Stomil Olsztyn | - Orlen Płock - Ruch Radzionków | - Arka Gdynia - Hutnik Kraków - Jagiellonia Białystok - Szczakowianka Jaworzno |
| - Wisła Kraków - Pogoń Szczecin - Legia Warszawa - Polonia Warszawa - Zagłębie Lubin - Ruch Chorzów - Amica Wronki | II liga 2000/2001 2 drużyny (miejsca 1–2)                                                                                                | II liga 2000/2001 14 drużyn (miejsca 3–16) | - Arka Gdynia - Hutnik Kraków - Jagiellonia Białystok - Szczakowianka Jaworzno |
| - Wisła Kraków - Pogoń Szczecin - Legia Warszawa - Polonia Warszawa - Zagłębie Lubin - Ruch Chorzów - Amica Wronki | - RKS Radomsko - KSZO Ostrowiec Świętokrzyski                                                                                            | - Odra Opole - Ceramika Opoczno - Górnik Łęczna - Włókniarz Kietrz - GKS Bełchatów - Lech Poznań - Tłoki Gorzyce - Świt Nowy Dwór Mazowiecki - ŁKS Łódź - Zagłębie Sosnowiec - Hetman Zamość - Polar Wrocław - KS Myszków | - Arka Gdynia - Hutnik Kraków - Jagiellonia Białystok - Szczakowianka Jaworzno |

## Nagrody pieniężne
Każdy z uczestników otrzymał na starcie 25 000 PLN.
| Runda       | Kwota       | Kwota       |
| Runda       | Zwycięzca   | Przegrany   |
| ----------- | ----------- | ----------- |
| I runda     | 20 000 PLN  | 10 000 PLN  |
| II runda    | 30 000 PLN  | 15 000 PLN  |
| III runda   | 50 000 PLN  | 25 000 PLN  |
| 1/8 finału  | 220 000 PLN | 120 000 PLN |
| Ćwierćfinał | 270 000 PLN | 140 000 PLN |
| Półfinał    | 320 000 PLN | 180 000 PLN |
| Finał       | 600 000 PLN | 300 000 PLN |

## Terminarz
| Runda       | Data losowania  | Terminy meczów      | Terminy meczów        | Liczba zespołów | Drużyny wchodzące do gry                                        |
| ----------- | --------------- | ------------------- | --------------------- | --------------- | --------------------------------------------------------------- |
| I runda     | 19 czerwca 2001 | 14 lipca 2001       | 18 lipca 2001         | 4 → 2           | Beniaminkowie II ligi 2001/2002                                 |
| II runda    | 3 lipca 2001    | 25 lipca 2001       | 1 sierpnia 2001       | 18 → 9          | Drużyny 3–16 II ligi 2000/2001 i spadkowicze z I ligi 2000/2001 |
| III runda   | 3 lipca 2001    | 7–8 sierpnia 2001   | 21–22 sierpnia 2001   | 18 → 9          | Drużyny 8–14 I ligi 2000/2001 i beniaminkowie I ligi 2001/2002  |
| 1/8 finału  | 3 lipca 2001    | 29–30 sierpnia 2001 | 2–3 października 2001 | 16 → 8          | Pozostałe drużyny I ligi 2001/2002                              |
| Ćwierćfinał | 3 lipca 2001    | 26–27 marca 2002    | 16–17 kwietnia 2002   | 8 → 4           |                                                                 |
| Półfinał    | 3 lipca 2001    | 14–15 maja 2002     | 18–19 maja 2002       | 4 → 2           |                                                                 |
| Finał       | 3 lipca 2001    | 22 maja 2002        | 26 maja 2002          | 2               |                                                                 |

## I runda
Uczestnicy tej fazy rozgrywek reprezentowali w sezonie 2001/2002 II ligę.
| Drużyna 1                            | Wynik dwumeczu | Drużyna 2              | Pierwszy mecz | Drugi mecz |
| ------------------------------------ | -------------- | ---------------------- | ------------- | ---------- |
| Hutnik Kraków                        | 5:1            | Szczakowianka Jaworzno | 2:0           | 3:1        |
| Arka Gdynia                          | 1:1 (b. wyj.)  | Jagiellonia Białystok  | 1:1           | 0:0        |
| Po lewej gospodarz pierwszego meczu. |                |                        |               |            |

## II runda
Uczestnicy tej fazy rozgrywek reprezentowali w sezonie 2001/2002 II ligę.
| Drużyna 1                            | Wynik dwumeczu | Drużyna 2          | Pierwszy mecz | Drugi mecz |
| ------------------------------------ | -------------- | ------------------ | ------------- | ---------- |
| Orlen Płock                          | 9:1            | Ceramika Opoczno   | 6:1           | 3:0        |
| Ruch Radzionków                      | 2:2 (b. wyj.)  | GKS Bełchatów      | 2:1           | 0:1        |
| ŁKS Łódź                             | 1:5            | Włókniarz Kietrz   | 1:1           | 0:4        |
| Górnik Łęczna                        | 2:2 (b. wyj.)  | Tłoki Gorzyce      | 1:0           | 1:2        |
| Górnik Polkowice                     | 1:2            | Hetman Zamość      | 1:1           | 0:1        |
| Jagiellonia Białystok                | 2:4            | Lech Poznań        | 0:3           | 2:1        |
| Polar Wrocław                        | 4:2            | Zagłębie Sosnowiec | 3:0           | 1:2        |
| Odra Opole                           | 0:1            | Hutnik Kraków      | 0:1           | 0:0        |
| Świt Nowy Dwór Mazowiecki            | 1:4            | KS Myszków         | 1:2           | 0:2        |
| Po lewej gospodarz pierwszego meczu. |                |                    |               |            |

## III runda
Uczestnicy tej fazy rozgrywek reprezentowali w sezonie 2001/2002 następujące poziomy ligowe:
- I liga (pierwszy poziom) – 9 drużyn:
Dyskobolia Grodzisk Wielkopolski, GKS Katowice, Górnik Zabrze, KSZO Ostrowiec Świętokrzyski, Odra Wodzisław Śląski, RKS Radomsko, Stomil Olsztyn, Śląsk Wrocław, Widzew Łódź
- II liga (drugi poziom) – 9 drużyn:
GKS Bełchatów, Górnik Łęczna, Hetman Zamość, Hutnik Kraków, KS Myszków, Lech Poznań, Orlen Płock, Polar Wrocław, Włókniarz Kietrz

| Drużyna 1                            | Wynik dwumeczu | Drużyna 2                        | Pierwszy mecz | Drugi mecz |
| ------------------------------------ | -------------- | -------------------------------- | ------------- | ---------- |
| Hutnik Kraków                        | 2:2 (b. wyj.)  | Górnik Łęczna                    | 1:0           | 1:2        |
| KS Myszków                           | 2:6            | KSZO Ostrowiec Świętokrzyski     | 2:4           | 0:2        |
| Odra Wodzisław Śląski                | 5:1            | Widzew Łódź                      | 4:1           | 1:0        |
| Włókniarz Kietrz                     | 0:1            | Hetman Zamość                    | 0:1           | 0:0        |
| Śląsk Wrocław                        | 4:4 (b. wyj.)  | Lech Poznań                      | 4:3           | 0:1        |
| Polar Wrocław                        | 4:5            | RKS Radomsko                     | 2:1           | 2:4        |
| GKS Bełchatów                        | 1:2            | Górnik Zabrze                    | 0:1           | 1:1        |
| Orlen Płock                          | 0:2            | GKS Katowice                     | 0:1           | 0:1        |
| Stomil Olsztyn                       | 1:3            | Dyskobolia Grodzisk Wielkopolski | 1:1           | 0:2        |
| Po lewej gospodarz pierwszego meczu. |                |                                  |               |            |

## 1/8 finału
Uczestnicy tej fazy rozgrywek reprezentowali w sezonie 2001/2002 następujące poziomy ligowe:
- I liga (pierwszy poziom) – 14 drużyn:
Amica Wronki, Dyskobolia Grodzisk Wielkopolski, GKS Katowice, Górnik Zabrze, KSZO Ostrowiec Świętokrzyski, Legia Warszawa, Odra Wodzisław Śląski, Polonia Warszawa, Pogoń Szczecin, RKS Radomsko, Ruch Chorzów, Śląsk Wrocław, Wisła Kraków, Zagłębie Lubin
- II liga (drugi poziom) – 2 drużyny:
Hetman Zamość, Hutnik Kraków

| Drużyna 1                            | Wynik dwumeczu | Drużyna 2             | Pierwszy mecz | Drugi mecz |
| ------------------------------------ | -------------- | --------------------- | ------------- | ---------- |
| Hutnik Kraków                        | 1:2            | Pogoń Szczecin        | 1:1           | 0:1        |
| KSZO Ostrowiec Świętokrzyski         | 2:7            | Wisła Kraków          | 2:3           | 0:4        |
| Ruch Chorzów                         | 0:3            | RKS Radomsko          | 0:0           | 0:3        |
| Legia Warszawa                       | 1:1 k. 5:3     | Górnik Zabrze         | 1:1           | 1:1        |
| Zagłębie Lubin                       | 4:1            | Hetman Zamość         | 2:0           | 2:1        |
| Dyskobolia Grodzisk Wielkopolski     | 0:2            | GKS Katowice          | 0:1           | 0:1        |
| Amica Wronki                         | 5:6            | Lech Poznań           | 3:3           | 2:3        |
| Polonia Warszawa                     | 2:3            | Odra Wodzisław Śląski | 2:2           | 0:1        |
| Po lewej gospodarz pierwszego meczu. |                |                       |               |            |

## 1/4 finału
Uczestnicy tej fazy rozgrywek reprezentowali w sezonie 2000/2001 I ligę.
| Drużyna 1                            | Wynik dwumeczu | Drużyna 2      | Pierwszy mecz | Drugi mecz |
| ------------------------------------ | -------------- | -------------- | ------------- | ---------- |
| Wisła Kraków                         | 4:1            | Zagłębie Lubin | 2:1           | 2:0        |
| GKS Katowice                         | 4:1            | Lech Poznań    | 1:0           | 3:1        |
| Odra Wodzisław Śląski                | 2:3            | Legia Warszawa | 1:0           | 1:3        |
| RKS Radomsko                         | 4:1            | Pogoń Szczecin | 1:0           | 3:1        |
| Po lewej gospodarz pierwszego meczu. |                |                |               |            |

### Pierwsze mecze
| 26 marca 2002 | Wisła Kraków           | 2:1   | Zagłębie Lubin |                                                    |
| 15:30         | Uche 16' · Kulawik 74' | (1:1) | Grzybowski 24' | Kraków Widzów: 3500 Sędzia: Piotr Święs (Katowice) |

| 26 marca 2002 | GKS Katowice   | 1:0   | Lech Poznań |                                                       |
| 20:00         | Gajtkowski 48' | (0:0) |             | Katowice Widzów: 3500 Sędzia: Krzysztof Zdunek (Łódź) |

| 27 marca 2002 | Odra Wodzisław Śląski | 1:0   | Legia Warszawa |                                                                |
| 15:30         | Sosin 9'              | (1:0) |                | Wodzisław Śląski Widzów: 500 Sędzia: Piotr Wieczerzak (Kraków) |

| 27 marca 2002 | RKS Radomsko  | 1:0   | Pogoń Szczecin |                                                           |
| 16:00         | Kowalczyk 42' | (1:0) |                | Radomsko Widzów: 1500 Sędzia: Andrzej Należnik (Katowice) |

### Rewanże
| 16 kwietnia 2002 | Zagłębie Lubin | 0:2   | Wisła Kraków            |                                                    |
| 16:00            |                | (0:1) | Cantoro 39' · Pater 59' | Lubin Widzów: 800 Sędzia: Robert Werder (Warszawa) |

| 16 kwietnia 2002 | Legia Warszawa                                 | 3:1   | Odra Wodzisław Śląski |                                                         |
| 18:00            | Piekarski 45' · Sokołowski I 57' · Vuković 86' | (1:0) | Jakubowski 47'        | Warszawa Widzów: 4500 Sędzia: Krzysztof Słupik (Tarnów) |

| 16 kwietnia 2002 | Lech Poznań | 1:3   | GKS Katowice                         |                                                       |
| 20:00            | Mowlik 12'  | (1:3) | Andruszczak 1' · Gajtkowski 34', 41' | Poznań Widzów: 10 000 Sędzia: Jacek Granat (Warszawa) |

| 17 kwietnia 2002 | Pogoń Szczecin | 1:3   | RKS Radomsko                  |                                                              |
| 20:00            | Dubiela 87'    | (0:1) | Folc 14', 80' · Kowalczyk 50' | Szczecin Widzów: 1500 Sędzia: Grzegorz Kasperkowicz (Poznań) |

## 1/2 finału
Uczestnicy tej fazy rozgrywek reprezentowali w sezonie 2001/2002 I ligę.
| Drużyna 1                            | Wynik dwumeczu | Drużyna 2      | Pierwszy mecz | Drugi mecz |
| ------------------------------------ | -------------- | -------------- | ------------- | ---------- |
| GKS Katowice                         | 2:8            | Wisła Kraków   | 2:5           | 0:3        |
| RKS Radomsko                         | 0:3            | Legia Warszawa | 0:1           | 0:2        |
| Po lewej gospodarz pierwszego meczu. |                |                |               |            |

### Pierwsze mecze
| 14 maja 2002 | GKS Katowice                 | 2:5   | Wisła Kraków                                              |                                                        |
| 20:00        | Umukoro 53' · Gajtkowski 86' | (0:3) | Frankowski 14' (k) · Moskal 33' Uche 36' · Pater 52', 78' | Katowice Widzów: 1500 Sędzia: Marcin Borski (Warszawa) |

| 15 maja 2002 | RKS Radomsko | 0:1   | Legia Warszawa       |                                                     |
| 17:15        |              | (0:0) | Borkowski II 78' (s) | Radomsko Widzów: 1500 Sędzia: Piotr Kotos (Wrocław) |

### Rewanże
| 18 maja 2002 | Wisła Kraków                           | 3:0   | GKS Katowice |                                                     |
| 17:30        | Pater 70' · Czerwiec 86' · Kulawik 89' | (0:0) |              | Kraków Widzów: 2500 Sędzia: Krzysztof Zdunek (Łódź) |

| 19 maja 2002 | Legia Warszawa                  | 2:0   | RKS Radomsko |                                                          |
| 20:00        | Gerasimovski 53' · Svitlica 78' | (0:0) |              | Warszawa Widzów: 4500 Sędzia: Piotr Siedlecki (Szczecin) |

## Finał

### Pierwszy mecz
| 22 maja 2002 20:00 | Legia Warszawa · Sokołowski I 17' · Wróblewski 67' · Svitlica 82' | 3:0(1:0) | Wisła Kraków | Warszawa Widzów: 8000 Sędzia: Piotr Święs (Katowice) |
|                    |                                                                   |          |              |                                                      |

### Rewanż
| 26 maja 2002 20:30 | Wisła Kraków · Frankowski 31' · Kosowski 52' | 2:1(1:0) | Legia Warszawa · Yahaya 76' | Kraków Widzów: 7000 Sędzia: Ryszard Wójcik (Opole) |
|                    |                                              |          |                             |                                                    |